# Majasaari (ö i Norra Karelen, Pielisen Karjala, lat 63,48, long 30,10)
Majasaari är en ö i Hämeenjärvi och i kommunen Lieksa och landskapet Norra Karelen, i den östra delen av Finland, 400 km nordost om huvudstaden Helsingfors. Öns area är 3,2 hektar och dess största längd är 410 meter i nord-sydlig riktning.